# Kirguistán en los Juegos Olímpicos de Pekín 2008
Kirguistán estuvo representado en los Juegos Olímpicos de Pekín 2008 por un total de 20 deportistas, 16 hombres y 4 mujeres, que compitieron en 9 deportes.
El portador de la bandera en la ceremonia de apertura fue el yudoca Talant Dzhanagulov.

## Medallistas
El equipo olímpico kirguís obtuvo las siguientes medallas:
| Nombre             | Deporte            | Competición |
| ------------------ | ------------------ | ----------- |
| Oro                |                    |             |
| —                  |                    |             |
| Plata              |                    |             |
| Kanatbek Begaliyev | Lucha grecorromana | 66 kg M     |
| Bronce             |                    |             |
| Ruslan Tiumenbayev | Lucha grecorromana | 60 kg M     |
| Bazar Bazarguruyev | Lucha libre        | 60 kg M     |